# エンリケ・サントス・ディセポロ
エンリケ・サントス・ディセポロ (Enrique Santos Discépolo, 1901年3月27日 - 1951年12月23日）は、タンゴの作詞家および作曲家だが、本来は舞台俳優であった。

## 人物
ディセポロは、1930年発表の 「ジーラ・ジーラ」 の作詞作曲と、1943年発表のタンゴ 「ウノ」 の作詞が有名である。
特に 「ジーラ・ジーラ」は、日本でも淡谷のり子がレコード録音を残したり、1960年度紅白歌合戦で藤沢嵐子が歌っている。
また、エル・チョクロについては、いくつか歌詞が付けられている中で、ディセポロの歌詞が一番歌われている。
特に職業としてできる楽器はなく楽団のメンバーとして活躍したわけではないが、タンゴでの貢献は大きい。

## 主な作品
作詞・作曲
- ジーラ・ジーラ Yira yira
- バンドネオンの魂 Alma de bandoneón
- カンバラーチェ Cambalache
- カンシオン・デセスペラーダ Canción desesperada

作詞
- ウノ Uno
- エル・チョクロ El choclo
- ブエノスアイレスの喫茶店 Cafetín de Buenos Aires